# Estética
La estética (del griego αισθητικός, aisthetikós, «susceptible a ser percibido por los sentidos» y este de αισθάνεσθαι, aisthánesthai, «percibir») es la rama de la filosofía que estudia la esencia y la percepción de la belleza y el arte.
Algunos autores definen la estética de manera más amplia, como el estudio de las experiencias estéticas y los juicios estéticos en general, y no solo los relativos a la belleza. Cuando juzgamos algo como «bello», «feo», «sublime» o «elegante» (por dar algunos ejemplos), estamos haciendo juicios estéticos, que a su vez expresan experiencias estéticas. La estética es el dominio de la filosofía, estudiando el arte y cualidades como la belleza; asimismo es el estudio de estas experiencias y juicios que suceden día a día en las actividades que realizamos, produciendo sensaciones y emociones ya sean positivas o negativas en nuestra persona. La estética busca el porqué de algunas cuestiones, por ejemplo, por qué algún objeto, pintura o escultura no resulta atractivo para los espectadores; por lo tanto el arte lleva relación con la estética ya que busca generar sensaciones a través de una expresión.
En otra acepción, la estética es el estudio de la percepción en general, sea sensorial o entendida de manera más amplia. Estos campos de investigación pueden coincidir, aunque no necesariamente es lo mismo.
La estética estudia las más amplias y vastas historias del conocimiento isabelino, así como las diferentes formas del arte. La estética, así definida, es el campo de la filosofía que estudia el arte y sus cualidades, tales como la belleza, lo eminente, lo feo o la disonancia. Es la rama de la filosofía que estudia el origen del sentimiento puro y su manifestación, que es el arte, se puede decir que es la ciencia cuyo objeto primordial es la reflexión sobre los problemas del arte, la estética analiza filosóficamente los valores que en ella están contenidos.
Desde que en 1750 (en su primera edición) y 1758 (segunda edición publicada) Alexander Gottlieb Baumgarten usara la palabra «estética» como ‘ciencia de lo bello, misma a la que se agrega un estudio de la esencia del arte, de las relaciones de esta con la belleza y los demás valores’. Algunos autores han pretendido sustituirla por otra denominación: «calología», que atendiendo a su etimología significa ciencia de lo bello (kalos, ‘bello’).
Al ser la estética también una reflexión filosófica sobre el arte, uno de sus problemas será el valor que se contiene en el arte; y aunque un variado número de ciencias puedan ocuparse de la obra de arte, solo la estética analiza filosóficamente los valores que en ella están contenidos. Por otro lado, filósofos como Mario Bunge consideran que la estética no es una disciplina. Además Elena Oliveras, formada tanto en el campo filosófico como en el artístico, define el concepto de estética como la marca de Modernidad de su momento de la historia donde se realiza su nacimiento, donde se inaugura el principio de subjetividad.

## Historia
La historia de la estética es una disciplina de las ciencias sociales que estudia la evolución de las ideas estéticas a lo largo del tiempo. La estética es la rama de la filosofía que se encarga de estudiar la manera en que el ser humano interpreta los estímulos sensoriales que recibe del mundo circundante, dando lugar al conocimiento sensible, adquirido a través de los sentidos. Entre los diversos objetos de estudio de la estética figuran la belleza o los juicios de gusto, así como las distintas maneras de interpretarlos por parte del ser humano. Por tanto, la estética está íntimamente ligada al arte y al estudio de la historia del arte, analizando los diversos estilos y periodos artísticos conforme a los diversos componentes estéticos que en ellos se encuentran. A menudo se suele denominar la estética como una «filosofía del arte».
El término estética proviene del griego αἴσθησις (aísthêsis), «sensación». Fue introducido por el filósofo alemán Alexander Gottlieb Baumgarten en su obra Reflexiones filosóficas acerca de la poesía (1735), y más tarde en su Aesthetica (1750). Así pues, la historia de la estética, rigurosamente hablando, comenzaría con Baumgarten en el siglo XVIII, sobre todo con la sistematización de esta disciplina realizada por Immanuel Kant. Sin embargo, el concepto es aplicable a los estudios sobre el tema efectuados por los filósofos anteriores, especialmente desde la Grecia clásica. Cabe señalar, por ejemplo, que los antiguos griegos tenían un vocablo equiparable al actual concepto de estética, que era φιλοκαλία (filocalía), «amor a la belleza». Se podría decir que en Grecia nació la estética como concepto, mientras que con Baumgarten se convirtió en una rama de la filosofía.

## Relación estética del ser humano con el mundo

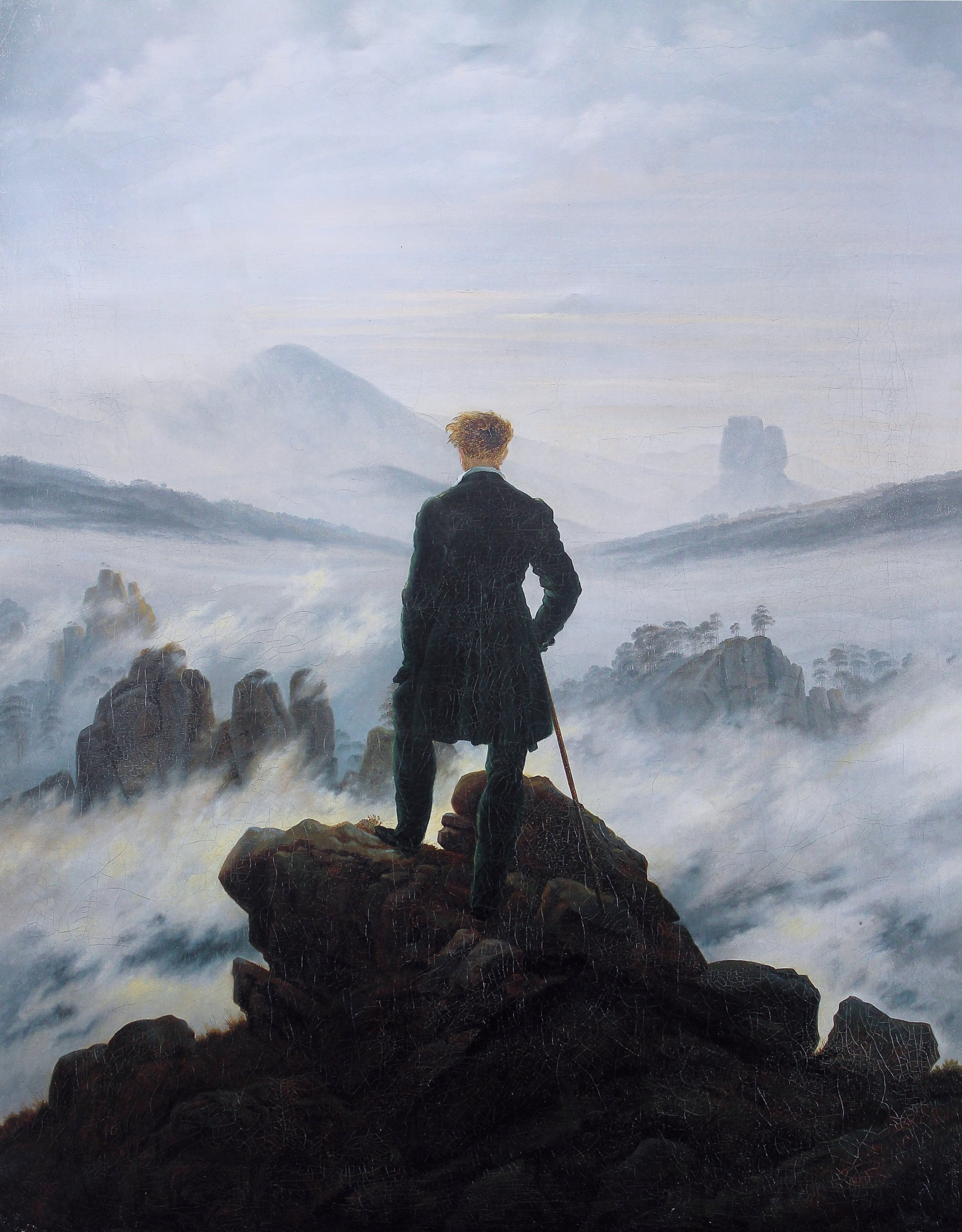
El caminante sobre el mar de nubes, de Caspar David Friedrich, es una representación prototípica de lo sublime.

Los seres humanos han mantenido y mantienen diversas relaciones con el mundo. Diversas son también en ellas su actitud hacia la realidad, las necesidades que trata de satisfacer y el modo de satisfacerlas. Entre esas relaciones figuran:
1. La relación teórico-cognoscitiva con la que se acercan a la realidad para comprenderla.
2. La relación práctico-productiva con la cual intervienen materialmente con la naturaleza y la transforman produciendo, con su trabajo, objetos que satisfacen determinadas necesidades vitales: alimentarse, vestirse, guarecerse, defenderse, comunicarse, transportarse, etc.
3. La relación práctico-utilitaria en la cual utilizan o consumen esos objetos. Las diversas relaciones del ser humano con el mundo no se desenvuelven paralelamente a lo largo de la historia. Su vinculación mutua, así como el lugar que ocupa o el nivel que alcanza dentro del todo social, varían de acuerdo con determinadas condiciones históricas y sociales. Estas condiciones explican, así mismo, el papel principal o subordinado que desempeña cierta relación; económica, política, religiosa, etc., en una época o sociedad. Unas relaciones son más importantes que otras en determinada fase histórico-social.
4. La relación referencial del cuerpo humano y su universo, a través de la ergonomía y las proporciones, en el sentido de la razón áurea y las sucesiones de Fibonacci, condiciona las relaciones mencionadas, cuando tiende intuitivamente a apreciar como bello todo aquello que está en sus mismas proporciones, o sea “a su imagen y semejanza”, las cuales encuentra en todos los ámbitos y escalas, desde su ADN hasta las galaxias.[12]

Como lo indica el escultor y matemático Ibo Bonilla: “La estética  es el fundamento de la elegancia, como la capacidad intuitiva de elegir lo adecuado para el momento histórico, lugar y condición,  sustentada en la proporción áurea, para identificar el actuar en armonía con el Universo, como principio fundamental de supervivencia y auto-corrección.”

## Estética en filosofía
Muchos pensadores se han interesado por el arte y su significado:
- Platón, cita en Eggers Lan, Conrado: El sol, la línea y la caverna.
  - «—También decimos que hay algo Bello-en-sí y Bueno-en-sí [...] y llamamos a cada una “aquello que es”».
  - «[...] Leamos el pasaje siguiente de la República VI, 507b: [...] “—También decimos que hay algo Bello-en-sí y Bueno-en-sí y, análogamente, respecto a todas aquellas cosas que postulábamos como múltiples, las postulamos como siendo una unidad, de acuerdo con una Idea única, y llamamos a cada una ‘lo que es’”».
- Mateo Calle Vera: la belleza: «[...] puesto que lo bello — sea animal o cualquier otra cosa compuesta de algunas —no solamente debe tener ordenadas sus partes sino además con magnitud determinada y no al acaso — porque la belleza consiste en magnitud y orden —, [...] como en cuerpos y animales es, sin duda, necesaria una magnitud, más visible toda ella de vez, de parecida manera tramas y argumentos deben tener una magnitud tal que resulte fácilmente retenible por la memoria».
- Buenaventura de Fidanza: Itinerario de la mente a Dios
  - «Considerada la proporcionalidad en su concepto de forma, se llama hermosura, la hermosura y el deleite no existen sin cierta proporción; y esta primariamente consiste en el número».
- Denis Diderot: Investigaciones sobre el Origen y la Naturaleza de lo bello.

Hay dos maneras de lo bello:
- Lo bello fuera de uno: es todo aquello que contiene en sí mismo el poder de evocar en el entendimiento la idea de relaciones. Aquí se ve claramente el concepto de Orden.
- Lo bello en relación con uno: todo aquello que provoca la idea anterior. Tiene dos maneras: lo bello real, y lo bello percibido. No existe lo bello absoluto. No es un asunto sentimental: «La indeterminación de esas relaciones, la facilidad de captarlas y el placer que acompaña a su percepción, son los que crean la ilusión de que lo bello era más un asunto sentimental que racional». «Situad la belleza en la percepción de las relaciones, y tendréis la historia de sus progresos desde el nacimiento del mundo hasta nuestros días».
- «El alma tiene el poder de unir las ideas que ha recibido separadamente,...».
- Immanuel Kant: Crítica del juicio: «Para discernir si algo es bello o no, referimos la representación, no por el entendimiento al objeto con vistas al conocimiento, sino por la imaginación (tal vez unida al entendimiento) al sujeto y al sentimiento de agrado o desagrado experimentado por este».

Lo estético: no se funda en conceptos, no se puede medir: «No puede haber ninguna regla de gusto objetiva que determine por conceptos lo que sea bello, puesto que todo juicio de esta fuente es estético, es decir, que su motivo determinante es el sentimiento del sujeto y no un concepto del objeto».
No hay ciencia sino crítica de lo bello. La sensación sensorial es incomunicable. La comunicación viene de lo común (u ordinario) a todos.
- Georg Wilhelm Friedrich Hegel: La belleza de la forma en la naturaleza se presenta sucesivamente como: (1) Regularidad; (2) simetría y conformidad; (3) armonía. La belleza es la idea de lo bello: «... la cantidad rige la determinación de la forma puramente exterior, en tanto que por el contrario, la cualidad determina lo que la cosa en sí y en su esencia interior, ... en la medida se combinan ambas».
- Arthur Schopenhauer: El mundo como voluntad y representación. «La belleza consiste, por consiguiente, en la representación fiel y exacta de la voluntad en general, con ayuda de su fenómeno en el espacio solo, mientras que la gracia consiste en la representación adecuada de la voluntad con ayuda de su fenómeno en el tiempo...» (Ver Estética de Arthur Schopenhauer).
- Martin Heidegger: El origen de la obra de arte. La belleza descansa en la forma, pero solo porque la forma se alumbró un día desde el ser como la entidad del ente. Forma y contenido, es forma y materia, lo racional y lo irracional, lo sujeto y objeto. Aquí forma se la interpreta como Orden y Clase de materia. Diferencia entre el arte y la belleza: el primero pertenece a la Lógica y el segundo a la Estética.
- Bertrand Russell: Se refiere al análisis de la materia. plantea varias divisiones de los acontecimientos: físicos, y los que tienen leyes diferentes cada una en sí:
  - Fijos (los de «movimientos fijos»);
  - Ritmos (procesos periódicos);
  - Trans - acciones (transición de quanta en que la energía pasa de sistema);
  - Fijos con ritmos vs. leyes de la armonía.
- Edmund Husserl: Las conferencias de París. La teoría trascendental de la percepción consiste en el análisis intencional de la percepción, la teoría trascendental del recuerdo e intuiciones, la teoría trascendental del juicio, la teoría trascendental de la voluntad, etc.

Diferentes autores se refieren a la metodología de estudio del arte y la belleza. A continuación autores y obras contemporáneas (con excepción de Aristóteles) que estudian la estética y el arte, y una pincelada de su ideología:
- Nicolas Rashevsky: Progresos y aplicaciones de la biología matemática.

Dados modelos neurofisiológicos de la discriminación de estímulos aferentes, se procede a confeccionar un modelo cerebral hipotético denominado «centro de sensación estética». Se desarrolla una analítica matemática al respecto, y se observan múltiples resultados experimentales de laboratorio que son confirmatorios.
- Omar Calabrese: El lenguaje del arte. Jakobson trata de conjugar el estudio humanístico con las teorías científicas modernas, sobre todo el de las estéticas informacionales. Se presenta la matematización de la Estética como forma de expresión.
- Moles: Teoría de la Información en la percepción estética. Considera Moles una estética exacta basada en los aspectos matemáticos de la teoría de la información y de la cibernética. Se entiende aquí que la concepción del mundo exterior depende del conocimiento de nuestros procesos perceptivos. Trabaja este autor en los mensajes visuales y auditivos. La información estética que estudia está sujeta al orden de la probabilidad de su codificación.
- Bense: Aesthetica define el arte como una intervención de seres inteligentes sobre las situaciones estéticas, es decir, que toda realidad física es soporte de una realidad estética fundada en un proceso de comunicación.
- Nake: Tiene una definición precisa y abstracta de estética que define es sus dos formas analítica y generativa. Sus pilares han sido la semiótica de Peirce y de Morris, los autores Shannon y Weaver en la teoría de la información, la cibernética de Wiener, la gestáltica de Ehrenfels, y el impulso de la estética matemática en Birkhoff.
- Arnheim: Arte y entropía. Tiene en cuenta las teorías analíticas del arte basadas en las ciencias exactas (cibernética, matemática, física teórica y teoría de la información). Señala una forma unificadora de teorizar todos los aspectos de la vida cultural. Su fórmula fundamental es la entropía informática, conectándose de esta manera con el segundo principio de la termodinámica y encuadrando una estadística de la realidad física. Arnheim, para teorizar las consideraciones de la información a las actividades estéticas, estudiar mejor los conceptos de orden y desorden entrópicos, y verificar sus consecuencias en la noción de estructura. La consecuencia obvia es que el arte escapa a cualquier intento de previsión y de regulación «exacta».
- Umberto Eco: Muestra cómo algunas aplicaciones de la teoría de la información a objetos estéticos pueden ser reasumidas y englobadas en el cuadro de una semiótica general.
- Volli: La ciencia del arte. Con similares contenidos a la obra de Eco, agrega a la cibernética conceptos matemáticos. Reconoce una aplicación a ambos dominios culturales: lo humanístico y lo científico. No intenta englobar los análisis científicos del arte dentro de una semiótica del arte mismo, sino que busca una interdisciplinariedad con la cibernética, la información, la lingüística y la lógica.

### sigloXX
El arte del siglo XX supone una reacción contra el concepto tradicional de belleza. Algunos teóricos (Hal Foster) llegan incluso a describir el arte moderno como «antiestético».
Evoluciones como la aparición de la fotografía, capaz de reproducir con fidelidad absoluta su modelo, o los medios mecánicos de reproducción de las obras, que las introducen en el conjunto de los bienes de consumo de nuestra sociedad, suponen a principios del siglo XX una verdadera convulsión para la teoría y la práctica artísticas. Así no solo el campo de estudio de la Estética sino el propio campo de trabajo del arte se orienta hacia una profundísima corriente autorreflexiva que ha marcado todo el arte del siglo veinte: «¿qué es el arte?», «¿Quién define qué es arte?». El dadaísmo utilizaba el collage para mostrar su naturaleza fragmentada; Joseph Beuys (y en general toda la corriente povera europea) usaba materiales como troncos, huesos y palos para su obra, elementos tradicionalmente «feos»; los minimalistas utilizarían acero para resaltar lo industrial del arte, mientras Andy Warhol lo intentaría mediante la serigrafía. Algunos incluso se desharían completamente de la obra final para centrarse únicamente en el proceso en sí. En los años 1960 Nam June Paik y Wolf Vostell empiezan a utilizar televisores o monitores de video para crear sus obras.

### Antiestética
Lo horrendo, grotesco y desconcertante, lo atrozmente impactante, también puede ser bello. La representación de una tortura o de un suplicio inhumano ¿puede ser bella? (Laocoonte). ¿Se puede obtener placer, incluso goce sexual del dolor ajeno o incluso del propio?
Marqués de Sade, Leopold von Sacher-Masoch.

Esta reflexión estética y su aplicación en las obras de arte aparece con el prerromanticismo del siglo XVIII y se acentúa con el romanticismo del XIX. Edgar Allan Poe demuestra cómo el principal objetivo del arte es provocar una reacción emocional en el receptor. Lo verdaderamente importante no es lo que siente el autor, sino lo que este hace sentir al receptor de su obra, que debe ser condicionado de manera que su imaginación sea la que construya el mensaje que transmite la obra, sin necesidad de que el autor lo exprese directamente, si es que realmente la obra tiene un solo significado o solo el objetivo de que el receptor imagine, no solo poemas de ambientación siniestra, sino también escenas grotescas, desde crímenes sádicos al terror más consternador. El arte contemporáneo no buscó principalmente la belleza serena o pintoresca, sino también lo repulsivo o melancólico, y provocar ansiedad u otras sensaciones intensas, como en El Grito de Edvard Munch y en movimientos como el expresionismo y el surrealismo. Se rechaza el arte vacío, que no busque una emoción en el receptor, ya sea una reflexión o un sentimiento, incluidos la angustia o el temor.
Otro modo de entender la antiestética es el rechazo de la estética establecida, entendiendo esta como la moda o la imagen personal.